# Gall i gallina daurats
Gall i gallina daurats (en idioma xinès:金黄公鸡与母鸡), és una pintura a Corea realitzada durant la dinastia Joseon. La pintura, que pertany a començaments del segle xix, va ser feta per un artista desconegut. Mesura aproximadament 114,3 cm d'alçada i 45,7 cm d'amplada. Amb els elements decoratius, la pintura completa una mida de 200.7 cm d'alçada i 62.9 cm d'amplada.
Aquesta obra artística representa una combinació de dos temes establerts de la pintura coreana: ocells i flors. També consta de deu símbols de longevitat: el sol, les muntanyes devoradores, les roques, els núvols, els pins, les tortugues, grúids, cérvols i bolets. A l'escena central, hi ha un gall i una gallina posades en un arbre i una roca, respectivament. Això representa fortuna i futur. Actualment, la pintura es mostra al Metropolitan Museum of Art, Nova York, Estats Units.

## Descripció
En la cultura tradicional xinesa, al gall se li havia atorgat un lloc significatiu. Els antics xinesos creien que el gall era una espècie d'animal moral amb excel·lents qualitats. Aquest aspecte també va afectar els països asiàtics veïns.
A la dinastia Joseon de la península de Corea, les criatures favorables com ara el tigre, el drac, grúid i el cérvol van ser representats en una sèrie d'obres d'art que demostren la importància i la universalitat d'aquestes criatures a l'art i la cultura coreans. La pintura Gall i gallina daurats es va crear a començaments del segle xix, durant la dinastia Joseon de la península coreana. La pintura mesura 114,3 cm d'alçada i 45,7 cm d'amplada. Amb els elements decoratius externs, la peça completa mesura 200.7 cm d'alçada i 62.9 cm d'amplada. A causa de la falta de documentació, l'artista i la data de creació específica de la pintura no han pogut ser indentificats.

## Exposicions
Al 1919, aquesta pintura va ser donada al Museu Metropolità d'Art de Nova York per la Fundació Rogers. Entre 1984 i 2015, la pintura s'ha prestat per a la seva exhibició durant set vegades a:
- Nova York. Galeria de la Casa d'Àsia. "Korean Folk Art", del 8 de desembre de 1983 al 22 de gener de 1984.
- Museu d'Art de Nova Orleans. "Korean Folk Art", 11 de febrer de 1984 - 25 de març de 1984.
- Honolulu. Museu d'Art d'Honolulu "Korean Folk Art", del 14 d'abril de 1984 al 27 de maig de 1984.
- Asian Art Museum of San Francisco. "Korean Folk Art", del 15 de juny de 1984 al 29 de juliol de 1984.
- Tulsa. Museu d'Art Philbrook. "Korean Folk Art", del 18 d'agost de 1984 al 14 d'octubre de 1984.
- Los Angeles. Museu d'Art del Comtat de Los Angeles. "Korean Folk Art", del 8 de novembre de 1984 al 6 de gener de 1985.